# Vuollerimselet
Vuollerimselet är en sjö i Jokkmokks kommun i Lappland och ingår i Luleälvens huvudavrinningsområde. Sjön har en area på 0,681 kvadratkilometer och ligger 93,5 meter över havet. Sjön avvattnas av vattendraget Lilla Luleälven (Tarraätno).

## Delavrinningsområde
Vuollerimselet ingår i det delavrinningsområde (737923-171327) som SMHI kallar för Utloppet av Vuollerimselet. Medelhöjden är 119 meter över havet och ytan är 3,89 kvadratkilometer. Räknas de 519 avrinningsområdena uppströms in blir den ackumulerade arean 9 656,45 kvadratkilometer. Lilla Luleälven (Tarraätno) som avvattnar avrinningsområdet har biflödesordning 2, vilket innebär att vattnet flödar genom totalt 2 vattendrag innan det når havet efter 134 kilometer. Avrinningsområdet består mestadels av skog (69 procent). Avrinningsområdet har 0,74 kvadratkilometer vattenytor vilket ger det en sjöprocent på 17 procent. Bebyggelsen i området täcker en yta av 0,41 kvadratkilometer eller 9 procent av avrinningsområdet.